# Mistrzostwa Europy Par na Żużlu 2007
Mistrzostwa Europy Par 2007 na żużlu – cykl rozgrywek żużlowych pod auspicjami Europejską Unię Motocyklową (UEM), mający na celu wyłonienie najlepszej narodowej pary w Europie w sezonie 2007. W finale zwyciężyli Czesi Aleš Dryml, Lukáš Dryml i Zdeněk Simota.

## Półfinały

### Natschbach (1)
- Natschbach-Loipersbach, 5 maja 2007

| Msc | Drużyna / Zawodnik                                                      | Biegi                                 | Punkty    |
| --- | ----------------------------------------------------------------------- | ------------------------------------- | --------- |
| 1   | Austria                                                                 | Austria                               | 24 +3     |
| 1   | (1) Manuel Hauzinger (2) Fritz Wallner (15) Manuel Novotny              | (3,3,3,3,3,3) (0,2,2,1,–,–) (1,0)     | 18+3 5 1  |
| 2   | Czechy                                                                  | Czechy                                | 24 +2     |
| 2   | (9) Aleš Dryml (10) Lukáš Dryml (19) Zdeněk Simota                      | (2,3,–,–,2,3) (3,1,3,3,–,–) (2,0,0,2) | 10 10 4+2 |
| 3   | Finlandia                                                               | Finlandia                             | 20        |
| 3   | (7) Kai Laukkanen (8) Juha Hautamäki (18) brak zawodnika                | (2,2,3,2,1,1) (3,0,2,w,2,2)           | 11 9      |
| 4   | Słowenia                                                                | Słowenia                              | 18        |
| 4   | (13) Izak Šantej (14) Jernej Kolenko (21) Denis Stojs                   | (w,3,0,3,2,1) (1,w,1,1,3,3) ns        | 9 9 ns    |
| 5   | Szwecja                                                                 | Szwecja                               | 18        |
| 5   | (3) Viktor Bergström (4) Ricky Kling (16) brak zawodnika                | (2,3,0,1,1,0) (1,2,1,2,3,2)           | 7 11      |
| 6   | Niemcy                                                                  | Niemcy                                | 16        |
| 6   | (11) Rene Schafer (12) Max Dilger (20) brak zawodnika                   | (0,2,0,2,2,0) (1,1,2,3,d,3)           | 6 10      |
| 7   | Francja                                                                 | Francja                               | 6         |
| 7   | (5) Stpehane Tresarrieu (6) Jerome Lespinasse (17) Sebastien Brousillou | (0,w,0,0,0,1) (1,1,1,1,1,u) ns        | 1 5 ns    |

### Debreczyn (2)
- Debreczyn, 14 lipca 2007

## Finał

### Terenzano
- Terenzano, 1 września 2007

| Msc | Drużyna / Zawodnik                                    | Biegi                                   | Punkty  |
| --- | ----------------------------------------------------- | --------------------------------------- | ------- |
| 1   | Czechy                                                | Czechy                                  | 26      |
| 1   | Aleš Dryml Lukáš Dryml Zdeněk Simota                  | (3,0,3,2,2,–) (2,3,1,3,3,3) (1)         | 10 15 1 |
| 2   | Polska                                                | Polska                                  | 22      |
| 2   | Sławomir Drabik Adam Skórnicki Krzysztof Jabłoński    | (2,1,–,1,3,2) (1,–,0,–,–,–) (2,3,2,2,3) | 9 1 12  |
| 3   | Rosja                                                 | Rosja                                   | 21      |
| 3   | Denis Gizatullin Renat Gafurow Roman Poważny          | (1,3,1,0,2,2) (2,1,2,1,3,3) –           | 9 12 –  |
| 4   | Finlandia                                             | Finlandia                               | 18      |
| 4   | Kai Laukkanen Juha Hautamäki Tero Aarnio              | (3,2,3,3,3,2) (0,0,–,0,1,–) (1,0)       | 16 1 1  |
| 5   | Austria                                               | Austria                                 | 13      |
| 5   | Manuel Hauzinger Manuel Novotny Fritz Wallner         | (3,3,2,2,1,1) (–,–,–,–,0,0) (0,1,0,0)   | 12 0 1  |
| 6   | Ukraina                                               | Ukraina                                 | 13      |
| 6   | Andrij Karpow Jarosław Poluchowycz Wołodymyr Trofymow | (1,3,3,2,1,1) (0,0,1,1,0,0) –           | 12 2 –  |
| 7   | Włochy                                                | Włochy                                  | 13      |
| 7   | Mattia Carpanese Andrea Maida Guglielmo Franchetti    | (0,–,–,0,–,–) (2,2,2,3,0,1) (1,0,2,0)   | 0 10 3  |